# Julie Anne Peters
Julie Anne Peters (* 16. Januar 1952 in Jamestown, New York; † 21. März 2023 in Wheat Ridge, Colorado) war eine US-amerikanische Jugendbuchautorin.

## Leben und Karriere
Peters beendete das College mit einem Bachelor of Arts für Grundschule. Sie unterrichtete fünf Jahre und beendete daraufhin ihre Schulkarriere. Anschließend studierte sie „Computer and Management Science“. Nach Abschluss des Studiums arbeitete sie als Analystin, Programmiererin und Systemingenieurin. Nach Erlangung eines Masters in Business Administration beschloss sie, Schriftstellerin zu werden.
Ihre Jugendbücher haben oft LGBT zum Thema.
Peters lebte mit ihrer Partnerin Sherri Leggett in Lakewood, Colorado.

## Werke
- Risky Friends (1993)
- The Stinky Sneakers Contest (1994)
- B.J.’s Billion Dollar Bet (1995)
- How Do You Spell Geek? (1996)
- Revenge of the Snob Squad (1998)
- Love Me, Love My Broccoli (1999)
- Romance of the Snob Squad (2000)
- Define 'Normal' (2000)
  - California Young Reader Medal 2002
  - Maryland Black-Eyed Susan Book Award 2002
- A Snitch in the Snob Squad (2001)
- Keeping You a Secret (2005), dt. Du bist mein Geheimnis (2005)
- Between Mom and Jo (2006)
  - Lambda Literary Award 2006 in der Kategorie Childrens/Young Adult
- Luna (2006)
  - Empfehlungsliste Silberne Feder 2007
- Far from Xanadu (2007), dt. Xanadu (2007)
- grl2grl (2007)
- Rage: A Love Story (2009)
- By The Time You Read This I’ll Be Dead (2010), dt. 21st Century Thrill: By the time you read this, I’ll be dead (2012)
- She Loves You, She Loves You Not... (2011)
- It’s Our Prom (So Deal With It) (2012)
- Lies My Girlfriend Told Me (2014)